# Alex Toth (fumettista)
Alex Toth (New York, 25 giugno 1928 – Burbank, 27 maggio 2006) è stato un fumettista e animatore statunitense.

## Biografia
Approdò nel settore fumettistico nel 1947 collaborando con la National (la futura DC Comics) a serie come Atom, The Flash e Green Lantern e successivamente come assistente di Warren Tufts.
Dopo diverse serie a sfondo bellico, passò alla Western Publishing dove disegnò le trasposizioni a fumetti di film e telefilm; tra queste è sicuramente da segnalare quella del telefilm Zorro della Disney.
Nel 1960 diventò direttore artistico della serie d'animazione Space Angel e nel 1964 passò a lavorare negli studios di Hanna-Barbera, salvo poi tornare al fumetto disegnando storie autoconclusive, mentre negli anni Settanta va segnalato il suo contributo a Vampirella.
Nei primi anni Ottanta disegnò le prime due storie di Torpedo su testi di Enrique Sánchez Abulí, per poi abbandonare la serie che viene affidata a Jordi Bernet. Jesse Bravo, il più importante tra i suoi lavori successivi, in Italia fu pubblicato sulla rivista Comic Art.
Alex Toth morì mentre lavorava al suo tavolo da disegno, alle ore 7 di sabato 27 maggio 2006.

## Zorro
Elenco delle storie su Zorro:
- Zorro
- Il passaggio segreto
- Il fantasma della missione (prima e seconda parte)
- Il segreto di Garcia
- L'emissario del Re
- Una brutta giornata per Bernardo
- The little Zorro
- L'ospite inatteso
- Diego si sdoppia
- La minaccia dell'acquila
- Il monito della zingara
- La campana stregata
- I predoni di Monterey
- The Runaway Witness (La testimone in fuga)
- Un vero amico

## Premi e riconoscimenti
- Nel 1981 Toth è stato insignito del Inkpot Award alla San Diego Comic-Con International.
- In una classifica della rivista Wizard Magazine sui dieci disegnatori di fumetti più influenti, Toth è settimo.